# Cominotto
Cominotto (in het Maltees Kemmunett) is een kleine (25 hectare) onbewoonde klip van de republiek Malta, gelegen op 100 meter ten westen (36° 0' 55" Noorderbreedte, 14°, 19' 16" Oosterlengte) van het eiland Comino. De Middellandse Zee is tussen beide eilanden erg ondiep, waardoor het water bij zonneschijn een turkooise kleur krijgt. Daarom wordt dit stuk zee ook wel de Blauwe Lagune genoemd.

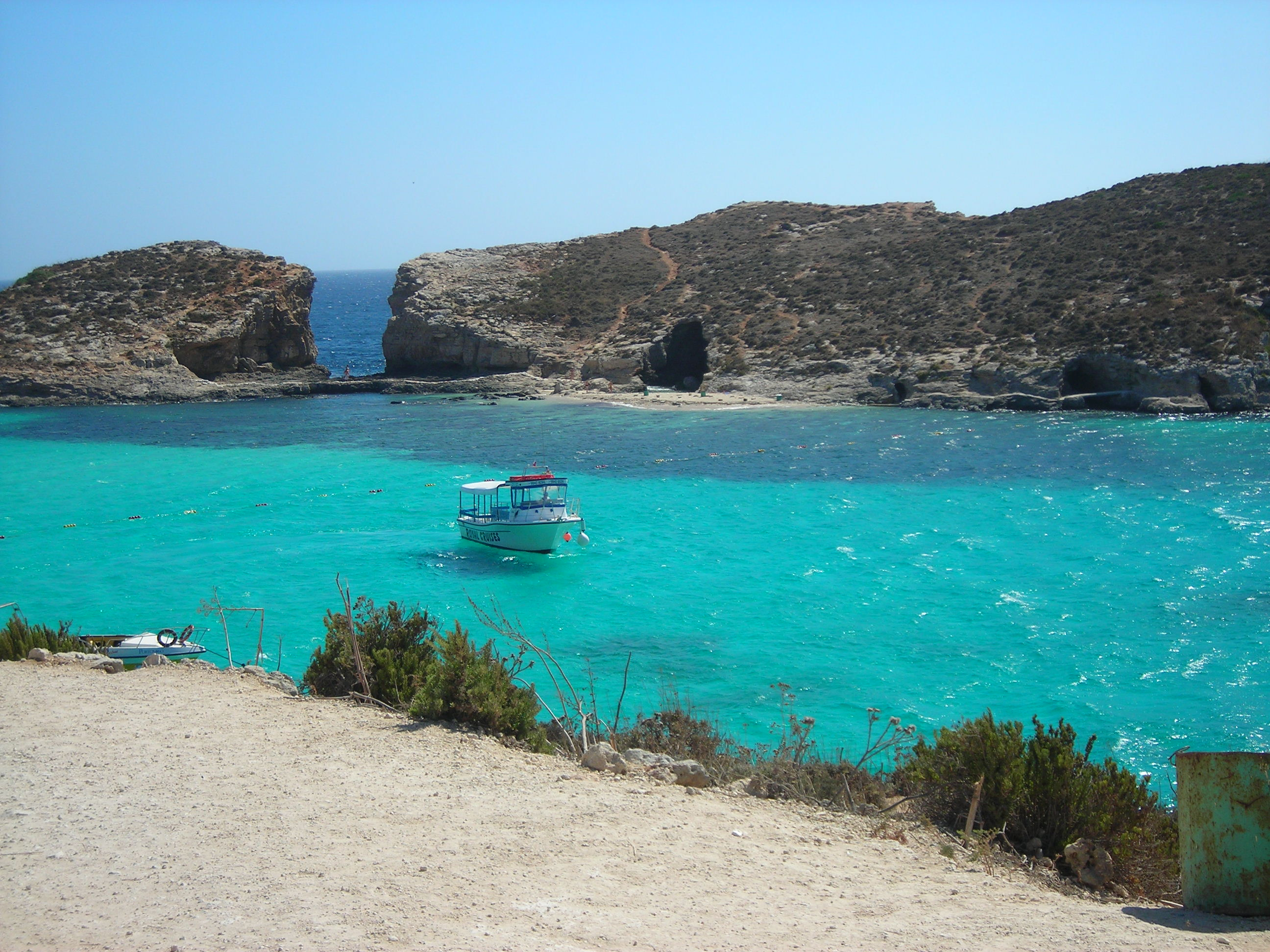
De Blauwe Lagune met daarachter Cominotto.

Comino · Cominotto · Gozo · Filfla · Fungus Rock · Malta · Manoel Island · Islands of St. Paul